# Odéon 10-14
Albums de La Ruda
Grand Soir
Odéon 10-14 est le huitième album de La Ruda sorti le 28 mars 2011. Il est composé de 12 titres inédits.

## Liste des chansons
1. Cabaret voltage
2. Les baisers Français
3. Souviens-toi 2012
4. L'homme aux Ailes d'Or
5. Un été en Angleterre
6. Odéon 10-14
7. Titi'Rose au cœur
8. Encore une fois
9. 1982
10. Johnny John Wayne
11. Le prix de la corde
12. Candide Charlotte